# Antonio Alberdi Aguirrezábal
Antonio Alberdi Aguirrezábal (Durango, 1893 - Bilbao, 1986) va ser un orguener, organista i compositor d'origen basc establert a Barcelona. Amb el pas dels anys, el seu nom va ser catalanitzat a Antoni Alberdi a través del qual des de finals del segle xx, té dedicat en el seu honor el nom d'un petit carrer al barri de Sarrià-Sant Gervasi, a Barcelona.

## Biografia
Com a compositor basc, Antoni Alberdi amb 27 anys es va presentar a un concurs d'obres corals organitzat per la Diputació Provincial de Bizkaia per premiar joves compositors, de les que va presentar 6 peces basques quedant en segon posició pel que fa als mestres Almandoz i Guridi, que van obtenir la primera i tercera posició, respectivament. Aquestes peces, van ser les primeres que es van donar a conèixer gràcies a l'ajuda de la direcció del seu mestre Secundino Esnaola Berrondo, així com amb l'organització d'una sèrie de concerts al Palau de la Música i al Teatre Tívoli. Tot aquest repertori va ser integrat a l'Orfeó Donostiarra i tot seguit va ser donat a conèixer a la ciutat de Barcelona.

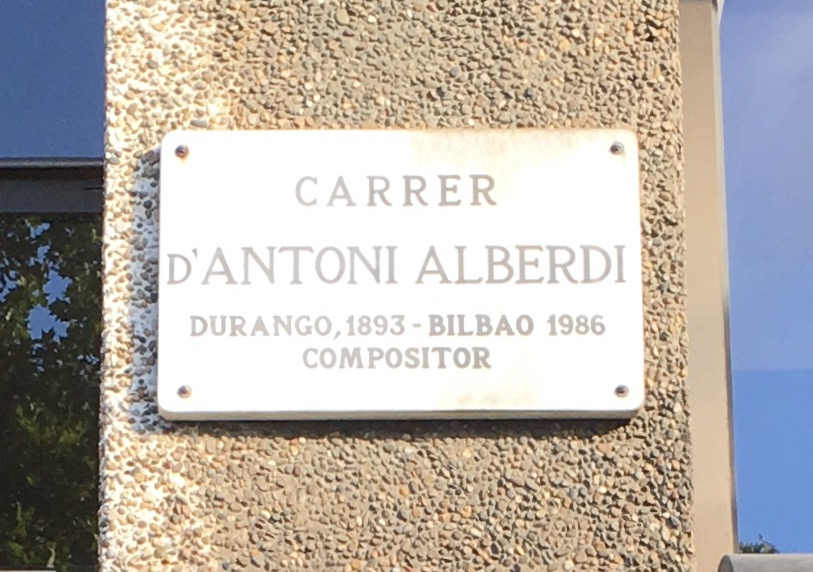
Carrer d'Antonio Alberdi, Sarrià-Sant Gervasi (Barcelona)

Després del seu trasllat total a Barcelona, el 21 d'abril de 1945 al Palau de la Música barceloní es va retre un homenatge a Alberdi Aguirrezábal, a través d'una sèrie de recitals de lieder interpretades per María Teresa Fius, Maria Josefa Bartuli i Antonio Alberdi acompanyant al piano.
En efecte, l'obra productiva d'Alberdi és extensa i ha merescut reverències, però, l'obra per la qual és conegut Alberdi és la seva Simfonia Basca, per a orgue, constituïda amb quatre temes populars; d'ells, un zortziko és tallat pels valents acords del cant Agur Jaunak. Pérez Jorge, professor d'harmonia del Conservatori Gregorià de Madrid, que afegeix a propòsit de la simfonia: "Ara que el gènere organístic de veritat se'ns serveix amb comptagotes estenem una mirada d'excepció, de goig al compositor Alberdi per la seva forta Simfonia Basca, digna de figurar en els 'concerts' de gran alçada, i digna d'un organista de talla ".

## Obra
D'entre l'obra musical d'Antoni Alberdi es podrien destacar:
- Obres de joventut.
- Urtzi Naitasuna
- Neure Gotzontxuba'i
- Padura Gudaketa
- Ordijaren Etxia
- Din dan Boleran
- Neskazarra
- Lanera Bidian

Lieder bascos de 1928.
- Urretxinda'ren erijotza
- Sasi escola

Obres sacres.
- Flores del Calvario (text de Verdaguer y Bárcena)
- Ante el Sagrario (text de Verdaguer y Bárcena)

Es conserven obres seves impreses al fons musical SEO (Fons de l'església parroquial de Sant Esteve d'Olot).